# Fritz Voirol

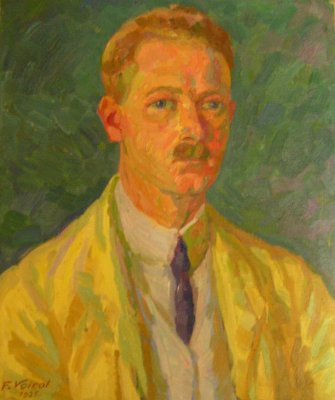
Fritz Voirol: Selbstbildnis (1925)

Fritz Voirol (* 16. Februar 1887 in Basel; † 2. Juli 1928 in Olten) war ein Schweizer Landschaftsmaler und Zeichenlehrer.
Fritz Voirol war der zweite Sohn des Lehrers und Gemäldekopisten August Voirol (1861–1919). Von 1904 bis 1907 besuchte er die Gewerbeschule in Basel. Ab dem 30. Oktober 1907 studierte er an der Königlichen Akademie der Künste in München in der Zeichenschule von Peter von Halm (1854–1923) sowie bei Franz von Stuck (1863–1928).
Nach dem Studium kehrte er 1911 nach Basel zurück und erteilte an der Oberrealschule Zeichenunterricht. Danach unternahm er einen Studienaufenthalt in Paris. Nach dem Militärdienst erhielt er in Bern 1913 das Zeichenlehrerdiplom.
Von 1914 bis 1922 war er als Zeichenlehrer am Institut Minerva in Zürich tätig und wechselte 1922 an die Gewerbeschule Olten, wo er bis 1928 unterrichtete. 1923 wurde er Mitglied des Kunstvereins Olten. Er erkrankte 1928 an Brustfellentzündung und starb im gleichen Jahr im Alter von 41 Jahren.